# Ceylalictus
Ceylalictus ist eine Gattung der Bienen innerhalb der Familie der Halictidae. Die Gattung ist in der Alten Welt und der indo-australischen Region verbreitet. Es sind etwas mehr als 25 Arten beschrieben. Die Bienen leben in Gebieten mit heißem Klima. Aus Mitteleuropa ist nur eine Art, die Bunte Steppenbiene gemeldet.
Ceylalictus-Bienen werden deutsch auch Steppenbienen genannt, der deutsche Name wird jedoch hauptsächlich für die Gattung Nomioides verwendet, von der auch eine Art in Deutschland vorkommt. 

## Merkmale
Ceylalictus sind sehr kleine Bienen, mit nur 2,5 bis 6,5 mm Körperlänge. Sie sind nur spärlich behaart. Kopf und Brust sind meist metallisch (grün oder blau) gezeichnet, der Hinterleib ist meist gelb oder schwarz mit gelben Flecken. Die Weibchen haben einen abgeflachten Hinterleib.

## Lebensweise
Ceylalictus-Bienen leben meistens solitär, sie sammeln Pollen von verschiedenen Pflanzen (sind also polylektisch) und bauen Nester im kahlen Boden. Manchmal sind die Nester in Aggregationen. Sie haben jährlich eine Generation, sie schlüpfen im Spätsommer und überwintern unverpaart als erwachsene Tiere.

## Systematik
Ceylalictus gehört mit den Gattungen Cellariella und Nomioides zur Unterfamilie Nomioidinae.
Es sind drei Untergattungen von Ceylalictus beschrieben: Atronomioides (Afrika, Asien, 11 Arten), Ceylalictus s. str. (Afrika, Asien, 13 Arten) und Meganomioides (Pakistan, Nordafrika, 2 Arten).
Ceylalictus wurde teilweise als Untergattung von Nomioides betrachtet oder damit vereinigt.

## Arten
Die meisten Arten sind von Pauly zusammengestellt. Bemerkenswert ist, dass auf Madagaskar sieben Arten vorkommen, von denen fünf endemisch sind. Hier einige weit verbreitete Arten:
- Ceylalictus muiri, mittleres und südliches Afrika und Madagaskar
- Ceylalictus punjabensis, nördliches und mittleres Afrika, Naher Osten, Asien
- Ceylalictus variegatus, Südeuropa, Nordafrika, südliches Asien
- Ceylalictus desertorum, Algerien, Tunesien, Ägypten